# Start Łódź

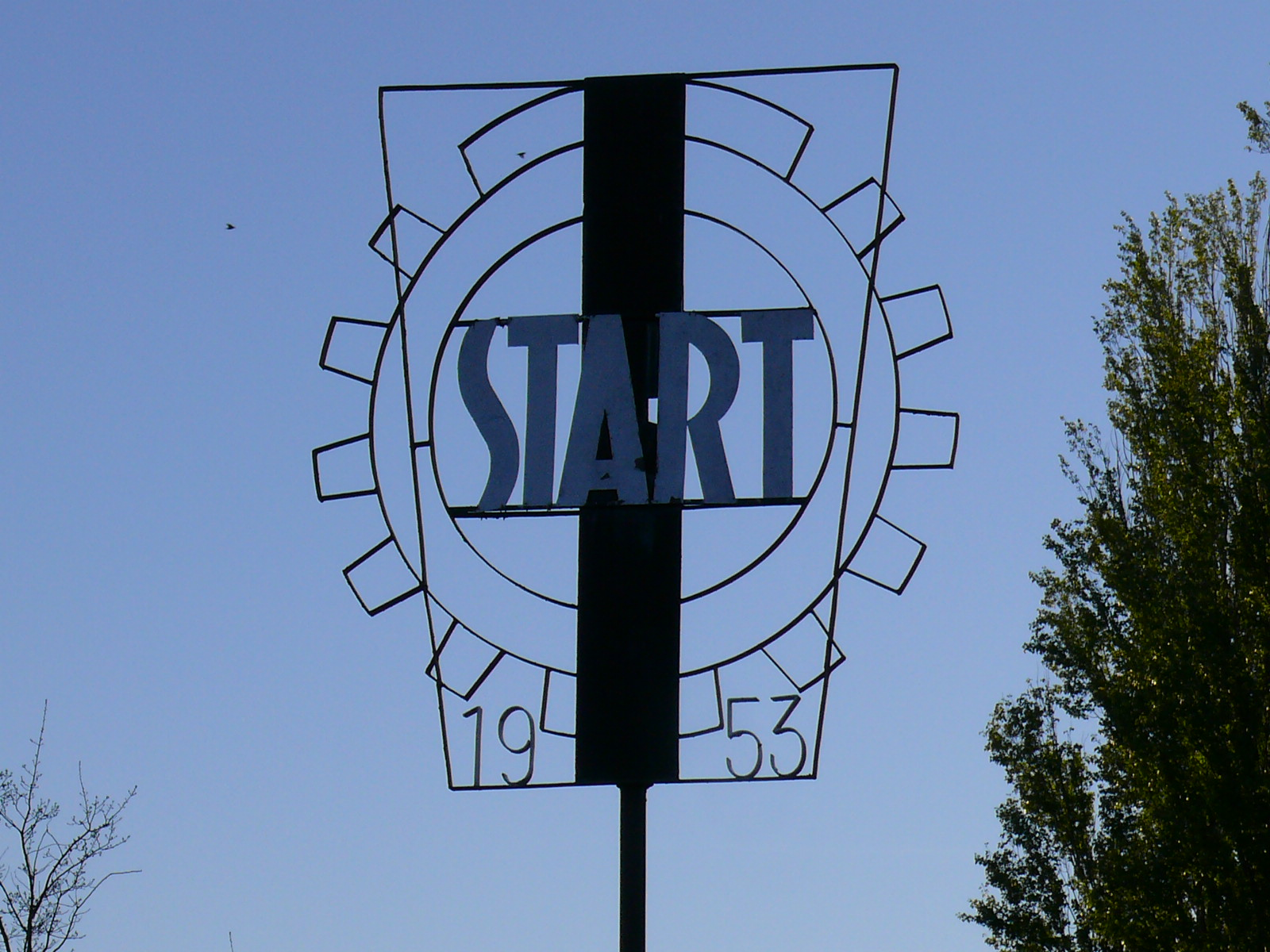
Znak Startu

Start Łódź – wielosekcyjny klub sportowy z Łodzi, założony 2 marca 1953 roku.

## Informacje ogólne

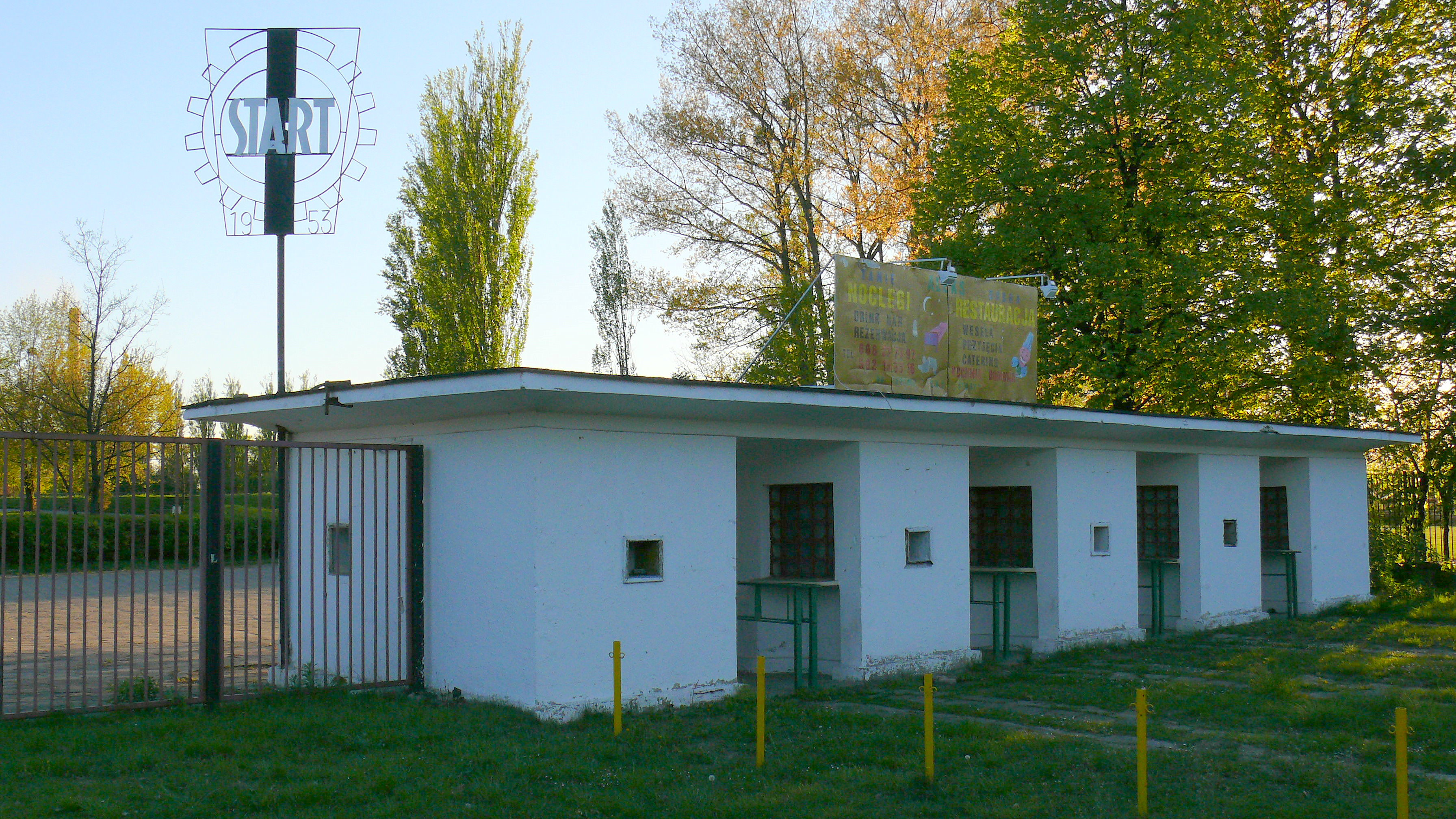
Kasy stadionu Startu

- Pełna nazwa: Spółdzielczy Klub Sportowy Start Łódź
- Adres: ul. św. Teresy od Dzieciątka Jezus 56/58; 91-348 Łódź
- Rok założenia: 1953
- Barwy: czerwono-biało-czarne
- Stadion: pojemność 10 000 miejsc, drewniane ławki; brak oświetlenia,
- Sekcje istniejące: kendo, koszykówka mężczyzn, lekkoatletyka, pięciobój nowoczesny, piłka nożna, pływanie, siatkówka kobiet

## Siatkówka kobiet
Najbardziej utytułowana sekcja w historii klubu. Jej największym sukcesem było 5 tytułów mistrza kraju oraz trzykrotny udział w ścisłym finale Ligi Mistrzyń (najwięcej spośród wszystkich polskich drużyn). Do najlepszych zawodniczek zalicza się dwie medalistki Igrzysk olimpijskich (Meksyk '68) – Lidię Chmielnicką-Żmudę oraz Barbarę Hermel-Niemczyk.
Sukcesy
- Mistrzostwa Polski:
  - 1. miejsce (5): 1968, 1971, 1972, 1973, 1977
  - 2. miejsce (4): 1970, 1974, 1978, 1980
  - 3. miejsce (5): 1966, 1967, 1969, 1976, 1979
- Puchar Polski:
  - Zdobywca (6): 1970, 1971, 1972, 1974, 1978, 1983
  - Finalista (2): 1975, 1979
- Puchar Europy Mistrzów Krajowych:
  - 3. miejsce (2): 1973, 1978
  - 4. miejsce (1): 1972
- Puchar Zdobywców Pucharów:
  - 3. miejsce (1): 1979

## Piłka nożna mężczyzn

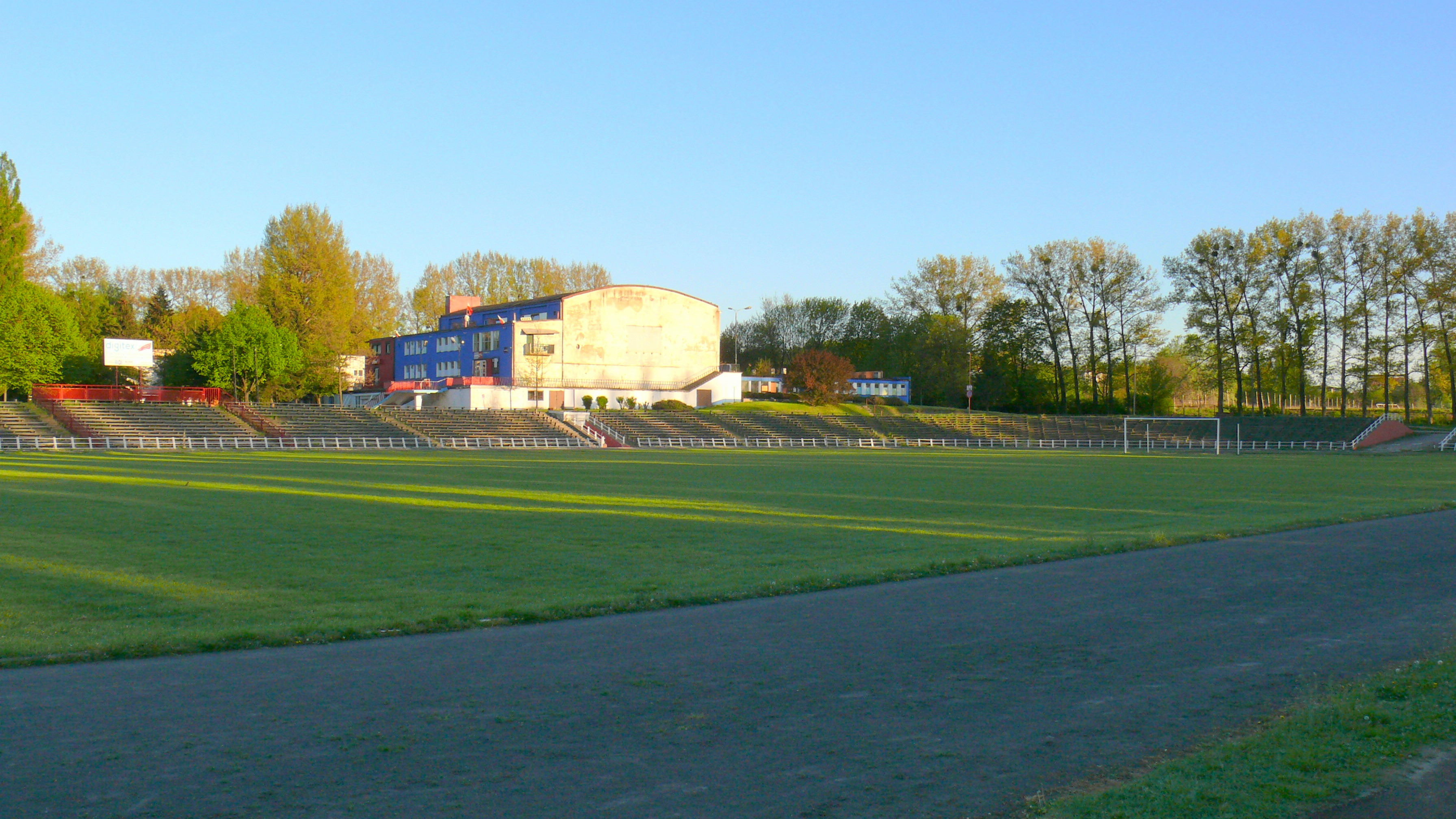
Stadion Startu

Sekcja piłki nożnej w Starcie jest trzecią najbardziej utytułowaną sekcją w Łodzi za ŁKS-em i Widzewem. Przez 12 sezonów występowała w II lidze (dziś I), raz będąc o krok od awansu do ekstraklasy (1964).

## Koszykówka mężczyzn
Organizatorem koszykówki w łódzkim Starcie był Jerzy Dowgird, wielokrotny reprezentant kraju, trener klubowy. Sekcja przez 6 sezonów występowała w II lidze (dziś I). Jej najbardziej znanym zawodnikiem był Jarosław Darnikowski, uczestnik mistrzostw Europy w Hiszpanii '97.
W roku 2006 młodzi koszykarze Startu zdobyli mistrzostwo Polski kadetów. W finałach okazali się lepsi m.in. od Trefla Sopot i Śląska Wrocław.

## Pływanie
Klub posiada własną pływalnię; jego najwybitniejszym reprezentantem był Igor Łuczak, olimpijczyk z Barcelony '92.

## Lekkoatletyka
Sekcja lekkoatletyczna jest jedną z 7 obecnie działających w klubie. W jej szeregach występowało w przeszłości trzech olimpijczyków: Jolanta Bartczak (Seul '88), Andrzej Grabarczyk (Seul '88 i Barcelona '92) oraz Renata Katewicz (Seul '88 i Atlanta '96).

## Pozostałe sekcje
- kendo
- pięciobój nowoczesny
- kolarstwo – obecnie nie istnieje
- piłka ręczna – obecnie nie istnieje
- podnoszenie ciężarów – obecnie nie istnieje
- rugby – obecnie nie istnieje
- szachy – obecnie nie istnieje
- tenis stołowy – obecnie nie istnieje
- tenis ziemny – obecnie nie istnieje
- zapasy – obecnie nie istnieje